# Torneo de Queen's Club 2025
El HSBC Championships 2025 fue un torneo profesional de tenis que se disputa en pista de césped al aire libre del Queen's Club de Londres, Reino Unido. Fue la 122.ª edición del evento masculino y la 81.ª edición femenina tras 52 años de ausencia. El torneo femenino estuvo clasificado como torneo WTA 500 de la WTA Tour 2025 y se celebró del 9 al 15 de junio. El torneo masculino fue clasificado como torneo ATP 500 de la ATP Tour 2025 y se celebra del 16 al 22 de junio.

## Distribución de puntos
| Modalidad            | Campeón | Finalista | Semifinales | Cuartos de final | 2.ª ronda | 1.ª ronda | Clasificados | 2.ª ronda de clasificación | 1.ª ronda de clasificación |
| Individual masculino | 500     | 330       | 200         | 100              | 50        | 0         | 25           | 13                         | 0                          |
| Dobles masculino     | 500     | 300       | 180         | 90               | –         | –         | 45           | 25                         | 0                          |

| Modalidad           | Campeona | Finalista | Semifinales | Cuartos de final | 3ª ronda | 2ª ronda | 1ª ronda | Clasificadas | 2ª ronda de clasificación | 1ª ronda de clasificación |
| Individual femenino | 500      | 325       | 195         | 108              | 60       | 30       | 1        | 25           | 13                        | 1                         |
| Dobles femenino     | 500      | 325       | 195         | 108              | -        | -        | 1        | -            | -                         | -                         |

## Cabezas de serie

### Individual masculino
| Tenista        | Ranking | Preclasificado |
| Carlos Alcaraz | 2       | 1              |
| Jack Draper    | 4       | 2              |
| Taylor Fritz   | 7       | 3              |
| Holger Rune    | 9       | 4              |
| Álex de Miñaur | 10      | 5              |
| Ben Shelton    | 12      | 6              |
| Frances Tiafoe | 13      | 7              |
| Jakub Mensik   | 17      | 8              |

- Ranking del 9 de junio de 2025.[3]

### Dobles masculino
| Tenista                       | Ranking | Preclasificado |
| Marcelo Arévalo Mate Pavić    | 2       | 1              |
| Harri Heliövaara Henry Patten | 7       | 2              |
| Joe Salisbury Neal Skupski    | 26      | 3              |
| Julian Cash Lloyd Glasspool   | 27      | 4              |

### Individuales femenino
| Tenista            | Ranking | Preclasificado |
| Qinwen Zheng       | 7       | 1              |
| Madison Keys       | 8       | 2              |
| Emma Navarro       | 9       | 3              |
| Elena Rybakina     | 11      | 4              |
| Diana Shnaider     | 12      | 5              |
| Karolína Muchová   | 13      | 6              |
| Barbora Krejčiková | 15      | 7              |
| Amanda Anisimova   | 16      | 8              |

- Ranking del 26 de mayo de 2025.[4]

### Dobles femenino
| Tenista                          | Ranking | Preclasificado |
| Lyudmyla Kichenok Erin Routliffe | 14      | 1              |
| Anna Danilina Diana Shnaider     | 26      | 2              |
| Ellen Perez Shuai Zhang          | 27      | 3              |
| Asia Muhammad Demi Schuurs       | 34      | 4              |

## Campeones

### Individual masculino
Carlos Alcaraz venció a  Jiří Lehečka por 7-5, 6-7(5-7), 6-2

### Individual femenino
Tatjana Maria venció a  Amanda Anisimova por 6-3, 6-4

### Dobles masculino
Julian Cash /  Lloyd Glasspool vencieron a  Nikola Mektić /  Michael Venus por 6-3, 6-7(5-7), [10-6]

### Dobles femenino
Asia Muhammad /  Demi Schuurs vencieron a  Anna Danilina /  Diana Shnaider por 7-5, 6-7(3-7), [10-4]